# Edward Ling
Edward Ling (Taunton, Engleska, Velika Britanija, 7. ožujka 1983.) je britanski streljaš koji nastupa u disciplini trap. Dosad je nastupio na tri Olimpijade dok se potonja u Riju 2016. pokazala kao najuspješnija u njegovoj karijeri. Debi je imao u Ateni 2004. gdje je u trapu bio 25. dok je u domovini, u Londonu 2012. bio 21. Tijekom Olimpijade u Riju 2016. osvojio je broncu, iza Josipa Glasnovića i Giovannija Pelliela.